# Jörg Berger
Jörg Berger (ur. 13 października 1944 w Gdyni, zm. 23 czerwca 2010 w Duisburgu) – niemiecki piłkarz, a także trener piłkarski.

## Kariera piłkarska
Berger jako junior grał w zespole SSV Stötteritz, a jako senior w 1. FC Lok Lipsk, z którym w 1967 roku wywalczył wicemistrzostwo NRD. W 1970 roku zakończył karierę.

## Kariera trenerska
Berger karierę rozpoczął w 1970 roku w rezerwach 1. FC Lok Lipsk. W 1972 roku został trenerem zespołu FC Carl Zeiss Jena. W 1973 roku, a także w 1974 roku wywalczył z nim wicemistrzostwo NRD. W 1974 roku zdobył z nim także Puchar NRD. Następnie prowadził Hallescher FC, a także reprezentację NRD U-19 oraz U-21.
W 1979 roku, po meczu kadry NRD U-21 w Jugosławii, Berger uciekł do Niemiec Zachodnich. Tam kontynuował karierę trenerską w drugoligowych zespołach SV Darmstadt 98 oraz SSV Ulm 1846. Przed rozpoczęciem sezonu 1981/1982 został szkoleniowcem pierwszoligowej Fortuny Düsseldorf. W Bundeslidze zadebiutował 8 sierpnia 1981 roku w przegranym 2:3 pojedynku z VfB Stuttgart. W Fortunie pracował do października 1982 roku.
Następnie Berger prowadził drugoligowy KSV Hessen Kassel. W trakcie pracy dla tego klubu przeżył próbę otrucia przez agentów Stasi, przez których był prześladowany po ucieczce z NRD. W 1986 roku, od stycznia do marca trenował pierwszoligowy Hannover 96. Potem był szkoleniowcem drugoligowego klubu SC Freiburg.
W grudniu 1988 roku Berger wrócił do Bundesligi, zostając trenerem Eintrachtu Frankfurt. W 1990 roku zajął z nim 3. miejsce w lidze, które jednocześnie było jego najwyższym w karierze. Jego kolejnym klubem były inne pierwszoligowe drużyny, 1. FC Köln oraz FC Schalke 04, z którym powtórzył osiągnięcie 3. miejsca w Bundeslidze. Schalke trenował do października 1986 roku.
Następnie prowadził szwajcarski FC Basel, Karlsruher SC, z którym w 1998 roku spadł z Bundesligi do 2. Bundesligi, Eintracht Frankfurt oraz turecki Bursaspor. W 2001 roku trafił do drugoligowej Alemannii Akwizgran. W 2004 roku dotarł z nią do finału Pucharu Niemiec, w którym Alemannia przegrała jednak 2:3 z Werderem Brema. Po tym osiągnięciu odszedł z klubu.
Potem trenował Hansę Rostock, z którą w 2005 roku spadł z Bundesligi, a także pierwszoligową Arminię Bielefeld, która była ostatnim klubem w jego karierze.